# Hugo Lilliér
Hugo Olson Lilliér (ur. 3 października 1894 w Enköping, zm. 30 maja 1973 w Brommie, dzielnicy Sztokholmu) – szwedzki lekkoatleta. Startował w rzucie oszczepem na Letnich Igrzyskach Olimpijskich 1920 i Letnich Igrzyskach Olimpijskich 1924, zajmując odpowiednio 10. i 13. miejsce. Jego rekord życiowy wynosi 63,67 m (1918).